# Pletenec (ornament)

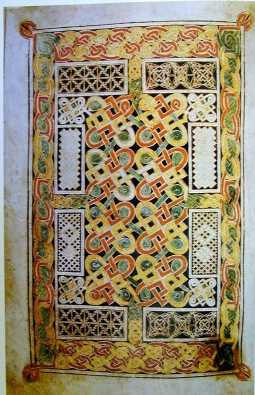
Evangeliář. Durrow, Irsko, před 700

Pletenec je ornament, tvořený pravidelně provázanými liniemi či pasy a inspirovaný sítěmi, krajkami nebo pletivem (například košíkářským). Může být plastický (kamenný, dřevěný i kovový) nebo plošný (mozaika, malba, kresba) a může být aplikován jako pás nebo plocha. Užíval se na stavbách, náhrobcích, na ozdobných předmětech a špercích i v knižní malbě. Vyskytuje se v nejrůznějších kulturách, nejen v Evropě. Protože obvykle neobsahuje zobrazení postav ani zvířat, byl přijatelný i v židovské a islámské kultuře. Zlatým věkem pletencového ornamentu v Evropě je raný středověk a renesance, na východě se hojně užíval až do novověku. V pozdně středověké knižní malbě se často kombinuje s rostlinnými motivy (rozvilina) i figurami.

## Galerie

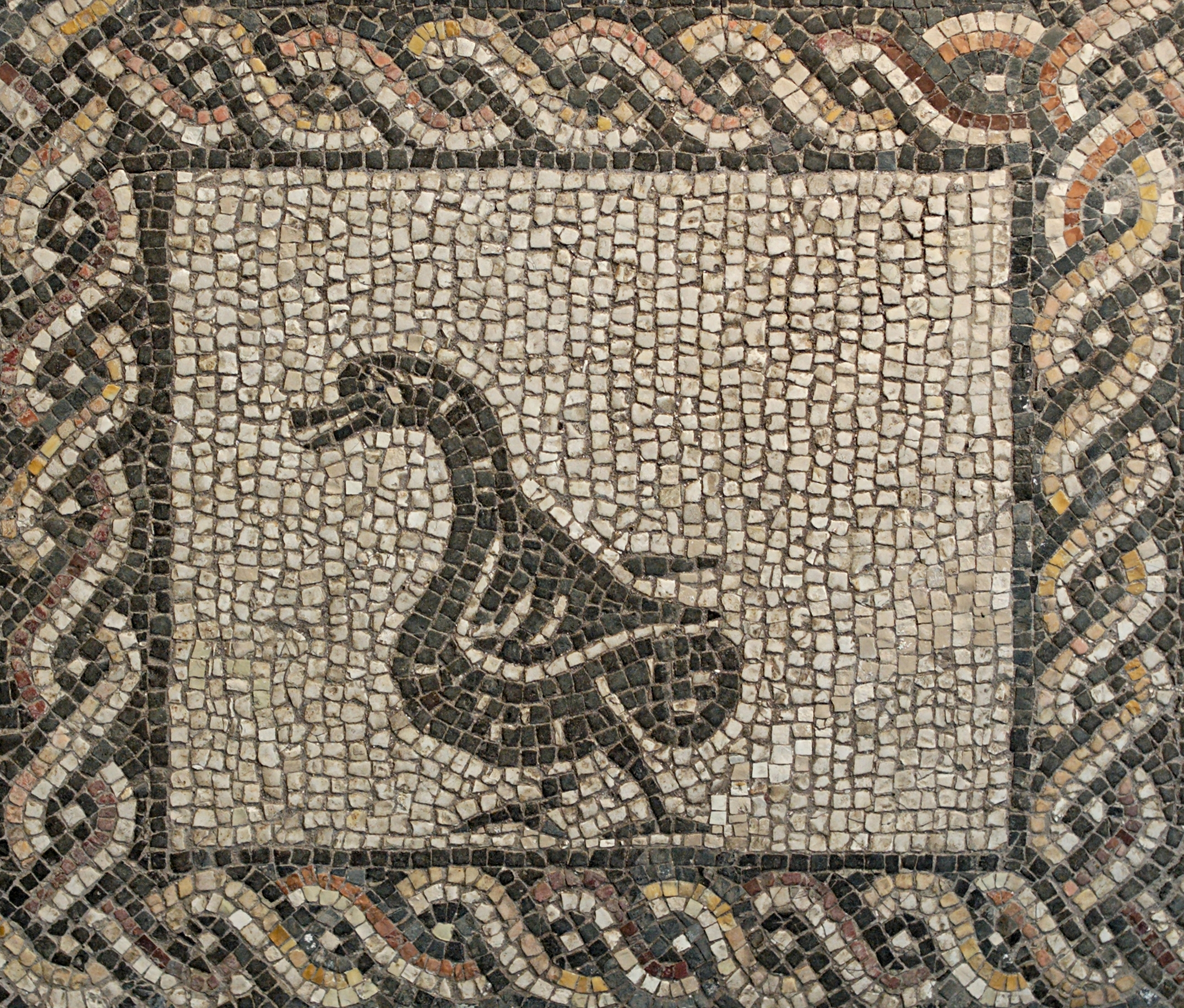
Mozaika. Řím, 3. stol.
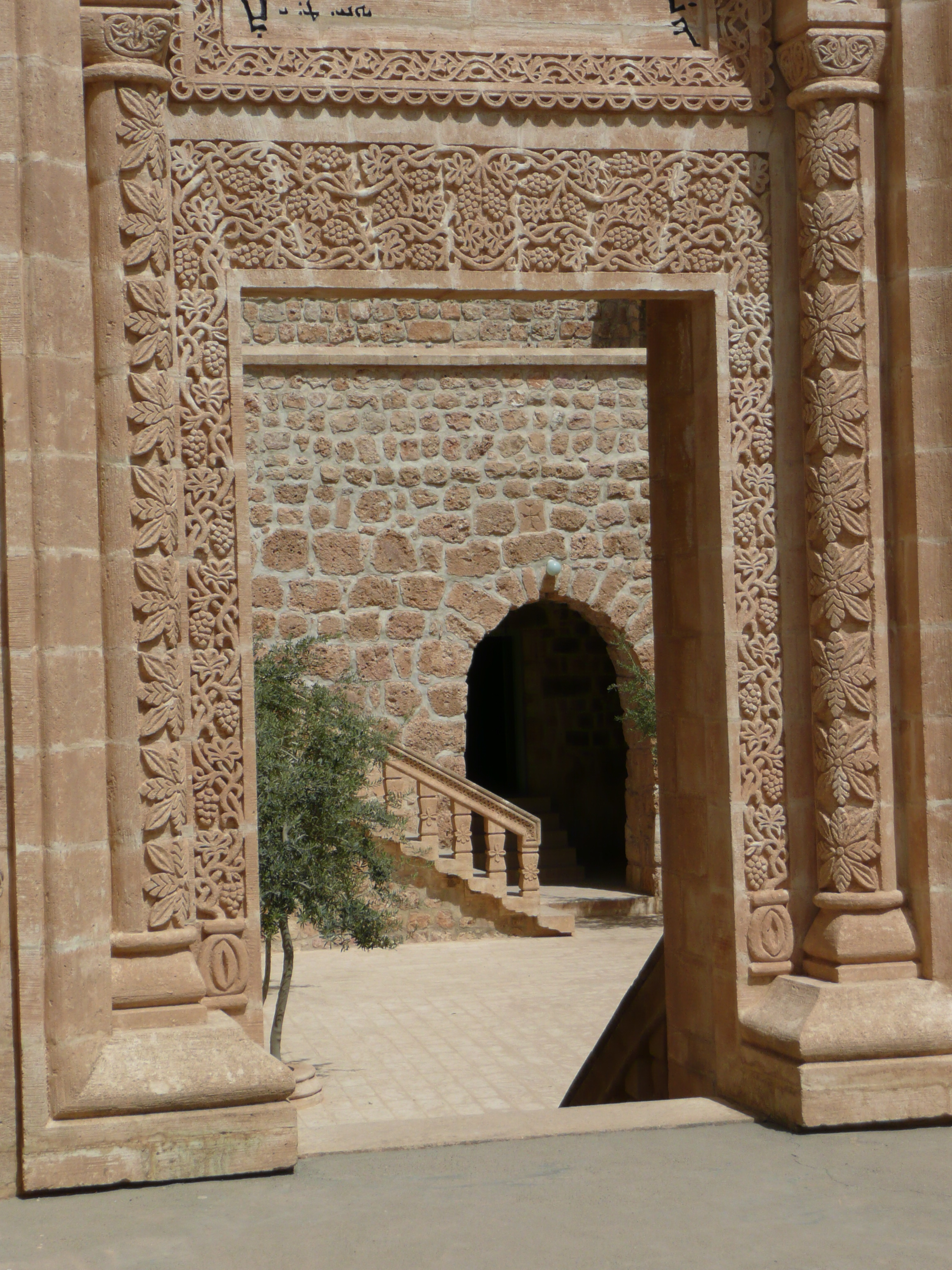
Klášter Mor Gabriel, Turecko
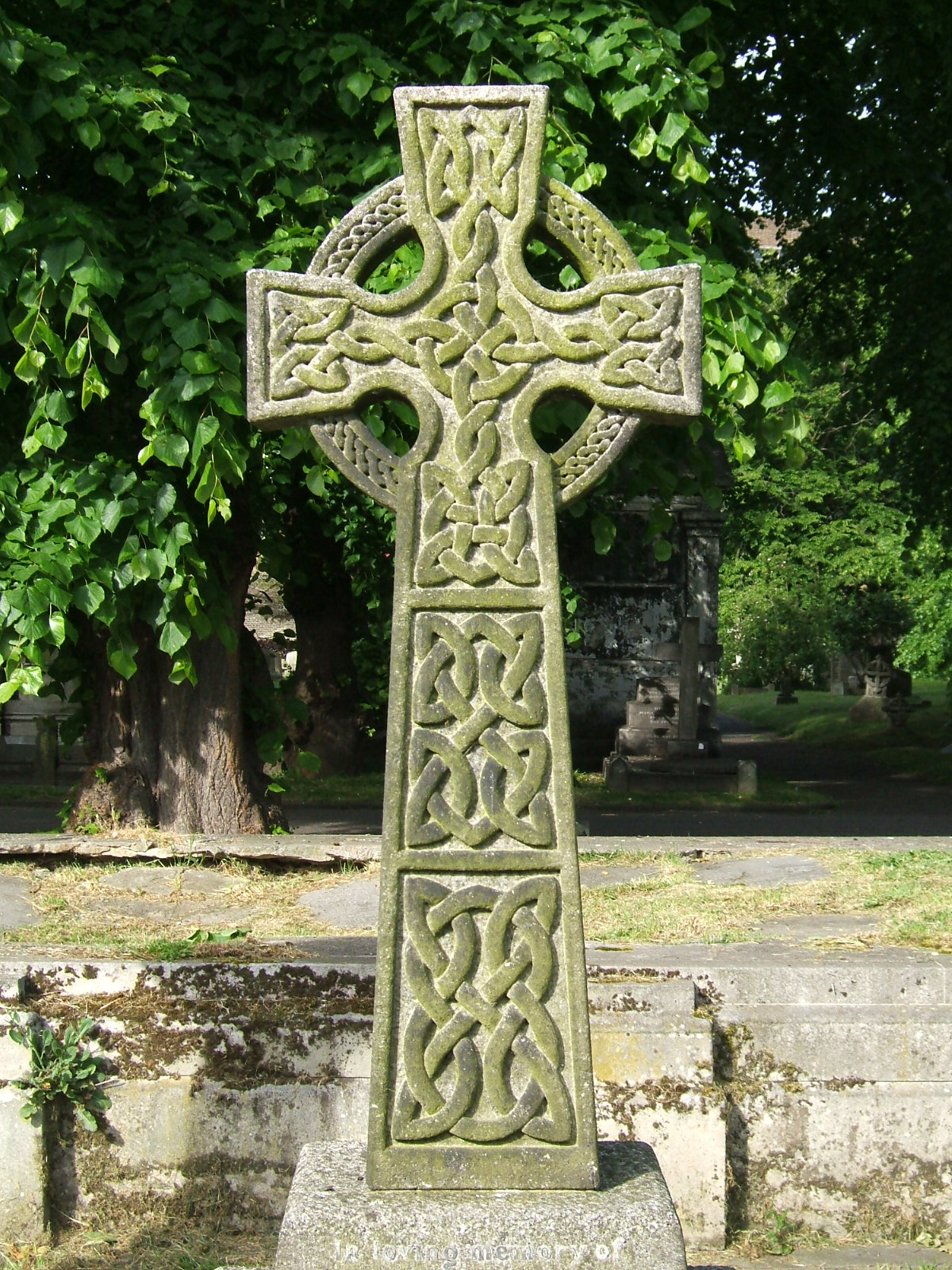
Kríž. Brompton, Irsko
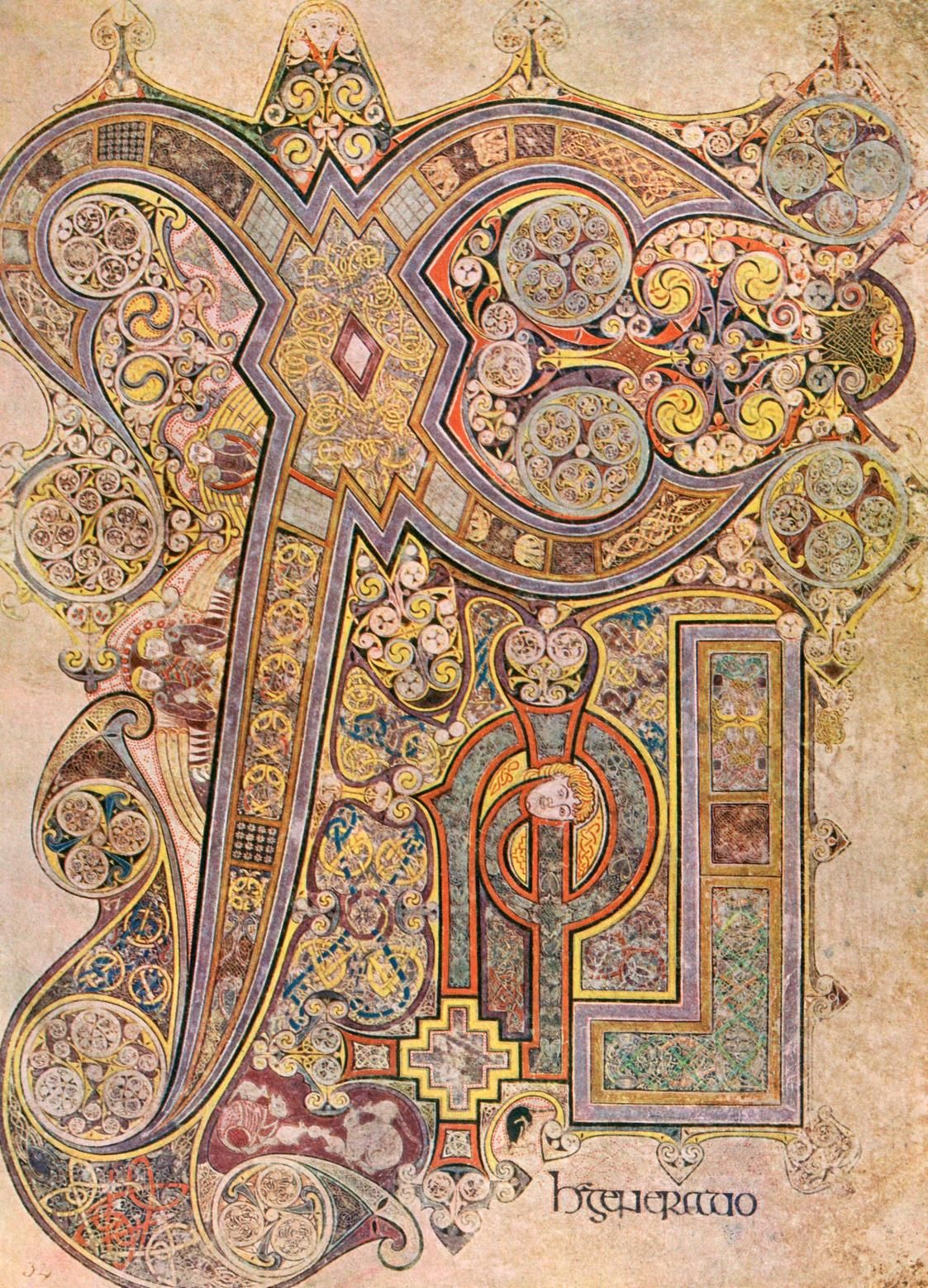
Book of Kells, Skotsko, kolem 800
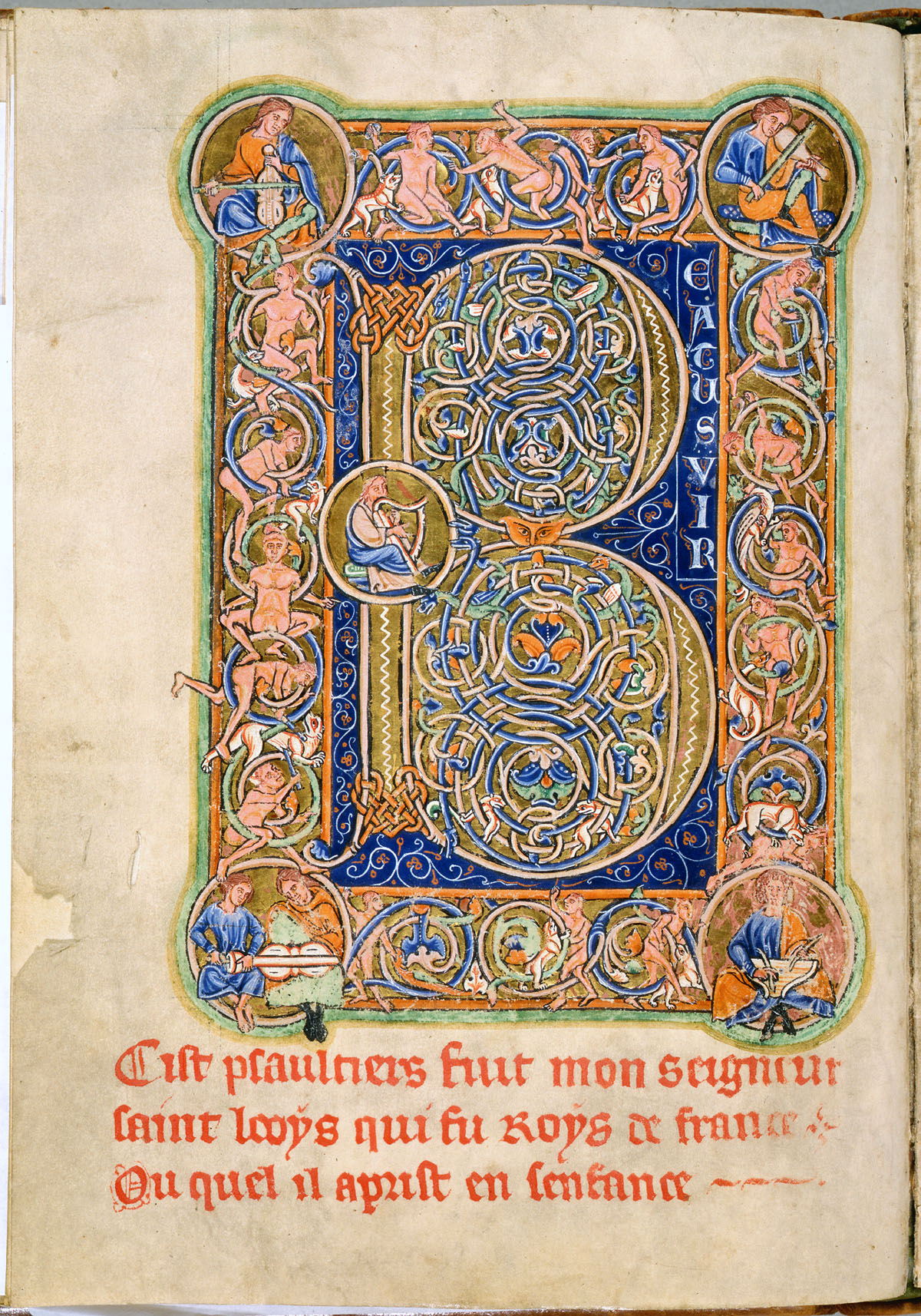
Žaltář sv. Ludvíka, Francie, kolem 1200
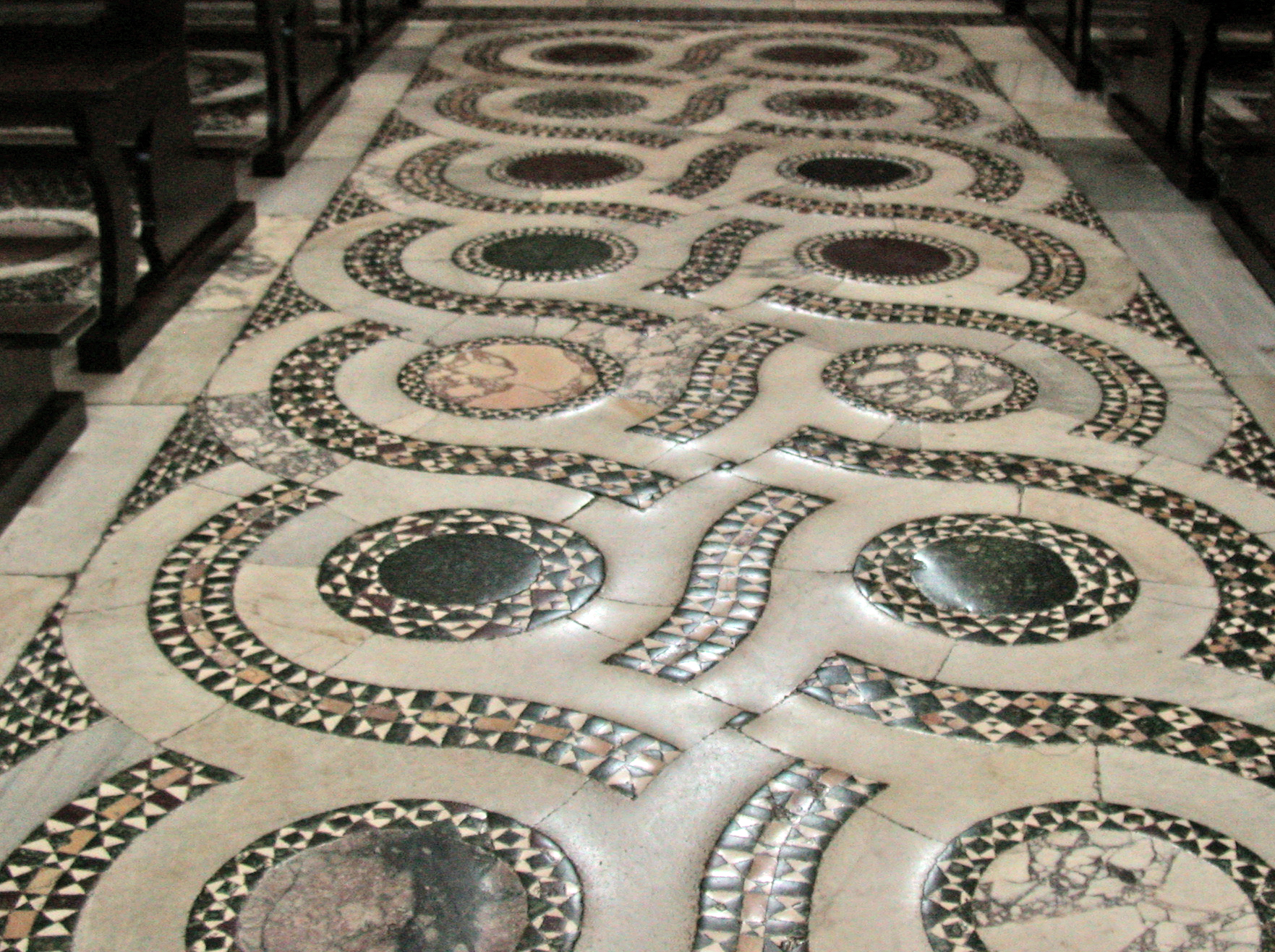
Terracina, Itálie, 13. stol.